# Euplexia obfuscata
Euplexia obfuscata là một loài bướm đêm trong họ Noctuidae.